# Heinzchristian Hering
Heinzchristian Hering (* 7. März 1905 in Dresden; † 22. Juli 1941 in Borowne, UdSSR) war ein deutscher Forstwissenschaftler, Naturschützer und Hochschullehrer.

## Leben und Wirken
Er war der Sohn des Oberleutnants Carl Gustav Hering und dessen Ehefrau Julie Constanze Elisabeth Hering geborene Hermann. Nach dem Schulbesuch studierte er mit den Schwerpunkten Forstpolitik, 
Forstverwaltungslehre, Naturschutz und Landschaftspflege. Er promovierte und habilitierte sich im Fachgebiet Forstwissenschaft. Er trat in den preußischen Forstdienst ein und wurde zunächst zum Forstassessor und später zum Forstmeister ernannt. Als solcher übernahm er die Leitung des Forstamtes in Oedelsheim bei Bodenwerder. 1937 wurde er Dozent für Forstpolitik und Forstwirtschaftstheorie an der Forstlichen Hochschule Eberswalde. Ab dem Wintersemester 1938/39 war er auch als Dozent für Naturschutz an der Universität Göttingen tätig.
Nach Beginn des Zweiten Weltkrieges erfolgte seine Einberufung zur Wehrmacht. Er stieg bis zum Oberleutnant auf und fiel kurz nach dem deutschen Überfall auf die Sowjetunion in einem Stoßtrupp der 6. Kompanie des Infanterieregiments 45i. Im Nachruf wird er als Vertreter einer lebendigen Wissenschaft nationalsozialistischer Prägung bezeichnet und sein Verdienst vor allem um die forstwirtschaftliche Betriebswirtschaftslehre gewürdigt.

## Schriften (Auswahl)
- Der Teuerungszuwachs des Holzes. 1929.
- Theorie und Praxis der Waldbewertung. 1934.
- Forstwirtschaftsrecht. 1936.
- Gegenwartsaufgaben forstlicher Rohstoffbewirtschaftung. 1937.
- Naturschutz. 1939.